# Champneuville
Champneuville – miejscowość i gmina we Francji, w regionie Grand Est, w departamencie Moza.
Według danych na rok 1990 gminę zamieszkiwały 92 osoby, a gęstość zaludnienia wynosiła 8 osób/km² (wśród 2335 gmin Lotaryngii Champneuville plasuje się na 953. miejscu pod względem liczby ludności, natomiast pod względem powierzchni na miejscu 501.).